# Snave, England
Snave är en by i civil parish Brenzett, i distriktet Folkestone and Hythe, i grevskapet Kent, i England. Byn är belägen 13 km från Ashford. Snave var en civil parish fram till 1934 när blev den en del av Brenzett och Ivychurch. Civil parish hade 70 invånare år 1931.